# Фьолкермаркт
Фьолкермаркт (на немски: Völkermarkt [ˈfœlkɐmaʁkt], на словенски: Velikovec) е град с около 11 000 жители в австрийската провинция Каринтия, административната столица на област Фьолкермаркт. Намира се в долината на Драва, източно от столицата на Каринтия Клагенфурт, северно от планинската верига Караванкен.
Днес Фьолкермаркт е икономически, образователен и търговски център, с развито земеделие и туризъм.

## История
Районът, някога част от древната провинция Норик, през 7-ми век е бил заселен от славянски племена, които са живели в Княжество Карантания. Миграцията се концентрира около бившето римско селище Юена (близо до днешния Глобасниц в район, наречен по-късно Поджуна на словенски или Яунтал на немски). До днес значителна част от населението се самоопределят като каринтийски словенци.
Фьолкермаркт получава градски привилегии още през 13 век и бързо се развива като важен център на търговия с желязо от близките рудници. В късното средновековие често се нарежда като втори по значимост град в Херцогство Каринтия, но през 16-ти век почва да губи значение.
През 1880 г. община Фьолкермаркт има 2392 жители. От тях 1736 говорят на немски (73%), а 630 на словенски (26%).
През 1893 г. се основава Кирило-Методиево дружество (Ciril in Metodova podružnica za Velikovec). На 25 октомври 1896 г. се открива частно словенско католическо училище (Narodna šola v Šentrupertu pri Velikovcu), а на 21 октомври 1906 г. – словенско просветно дружество „Липа“.
В Каринтския плебисцит през 1920 г. мнозинството от населението гласува за присъединяване към Австрия.
На 7 май 1945 г., при провеждането на Австрийската операция, Първа армейска моторизирана дружина, част от Първа българска армия, достига Фьолкермаркт и среща части на Трета английска армия, настъпващи от Клагенфурт.

## Население
Според преброяването от 2001 г. 2,6% от населението са каринтийски словенци.

## Транспорт
Градът има достъп до австрийската магистрала Süd Autobahn (A2) с два пътни възела. Очаква се завършването на скоростната железопътна линия Koralmbahn между Клагенфурт и Грац да подобри транспортната свързаност на района.

## Личности
- Маркус Хансиз (1683 – 1766), йезуит и историк
- Йохан Йозеф Пейрич (1835 – 1889), лекар и ботаник
- Юлий Рингел (1889 – 1967), генерал от Gebirgstruppe (планинските войски) на Вермахта